# Таня, дыши!
«Таня, дыши!» — двадцать третий студийный альбом российской певицы Татьяны Булановой, выпущенный 18 марта 2023 года на лейбле United Music Group. 

## Об альбоме
Все песни для альбома были написаны поэтессой Ириной Мишиной и композитором Игорем Латышко, с которым певица также исполнила одну песню в дуэте.
Альбому предшествовал выход шести синглов, включая заглавную песню. 7 марта был представлен сингл «На расстоянии», в этот же день Буланова анонсировала выход нового альбома 18 марта.
В день релиза состоялась закрытая презентация альбома в Санкт-Петербурге, а 9 апреля певица представила альбом широкой публике на концерте в московском «Крокус Сити холле».

## Отзывы критиков
| Оценки критиков | Оценки критиков |
| Источник        | Оценка          |
| --------------- | --------------- |
| InterMedia      | 6/10            |

Рецензент издания InterMedia Алексей Мажаев заявил, «что публика певицы услышит на альбоме именно то, что привыкла — разве что душераздирающих плакательных песен, которых от Булановой по-прежнему ждут, здесь не нашлось, а по настроению альбом больше напоминает о „танцевальном периоде“ Татьяны, символом которого когда-то стала песня „Ясный мой свет“». Он также заметил, что на альбоме нет хитов — кроме, заглавной песни, остальные же песни он назвал менее запоминающимися, но исполненными в узнаваемой манере, а «мелодика и аранжировки отправят слушателя куда-то в 90-е и позволят поностальгировать».
Александр Алексеев из «Российской газеты» отметил, что «в новых песнях есть и бесшабашность ранних альбомов 90-х, и баллады с щемящими душу интонациями и обертонами, которые кто-то назвал бы „плачущими“». Смену команды авторов Алексеев объяснил решением Булановой обновить звучание, аранжировки и сделать альбом более актуальным и модным, что, по его мнению, ей удалось.
Виктор Золотухин в обзоре для портала Blatata.com написал: «„Таня, дыши!“ поражает своим разнообразием музыкальных стилей. В альбоме можно услышать элементы поп-музыки, джаза, рок-н-ролла и электронной музыки. Татьяна Буланова продемонстрировала свою универсальность и экспериментировала с различными звуками, создавая новые и захватывающие композиции. Альбом полон сильных мелодий и отличного вокала Татьяны Булановой».

## Список композиций
Все тексты написаны Ириной Мишиной, за исключением песни «Не пара», автором которой стал Игорь Латышко, вся музыка написана Латышко.
| №                   | Название                     | Длительность |
| ------------------- | ---------------------------- | ------------ |
| 1.                  | «Таня, дыши!»                | 3:50         |
| 2.                  | «Ты моё безумие»             | 3:28         |
| 3.                  | «Без тебя одиноко»           | 3:14         |
| 4.                  | «Бриллианты на снегу»        | 3:33         |
| 5.                  | «Любовь в невесомости»       | 3:34         |
| 6.                  | «Скайп»                      | 3:21         |
| 7.                  | «С тобой одним голосом»      | 3:36         |
| 8.                  | «На расстоянии»              | 3:34         |
| 9.                  | «Ты мой космос»              | 3:33         |
| 10.                 | «Не пара» (с Игорем Латышко) | 3:58         |
| Общая длительность: | Общая длительность:          | 35:43        |